# Feyzin
Feyzin is een gemeente in de Franse Métropole de Lyon (regio Auvergne-Rhône-Alpes). De plaats maakt deel uit van het arrondissement Lyon. Feyzin telde op 1 januari 2022 9.727 inwoners.

## Geografie
De oppervlakte van Feyzin bedroeg op 1 januari 2022 9,64 vierkante kilometer; de bevolkingsdichtheid was toen 1.009 inwoners per km².

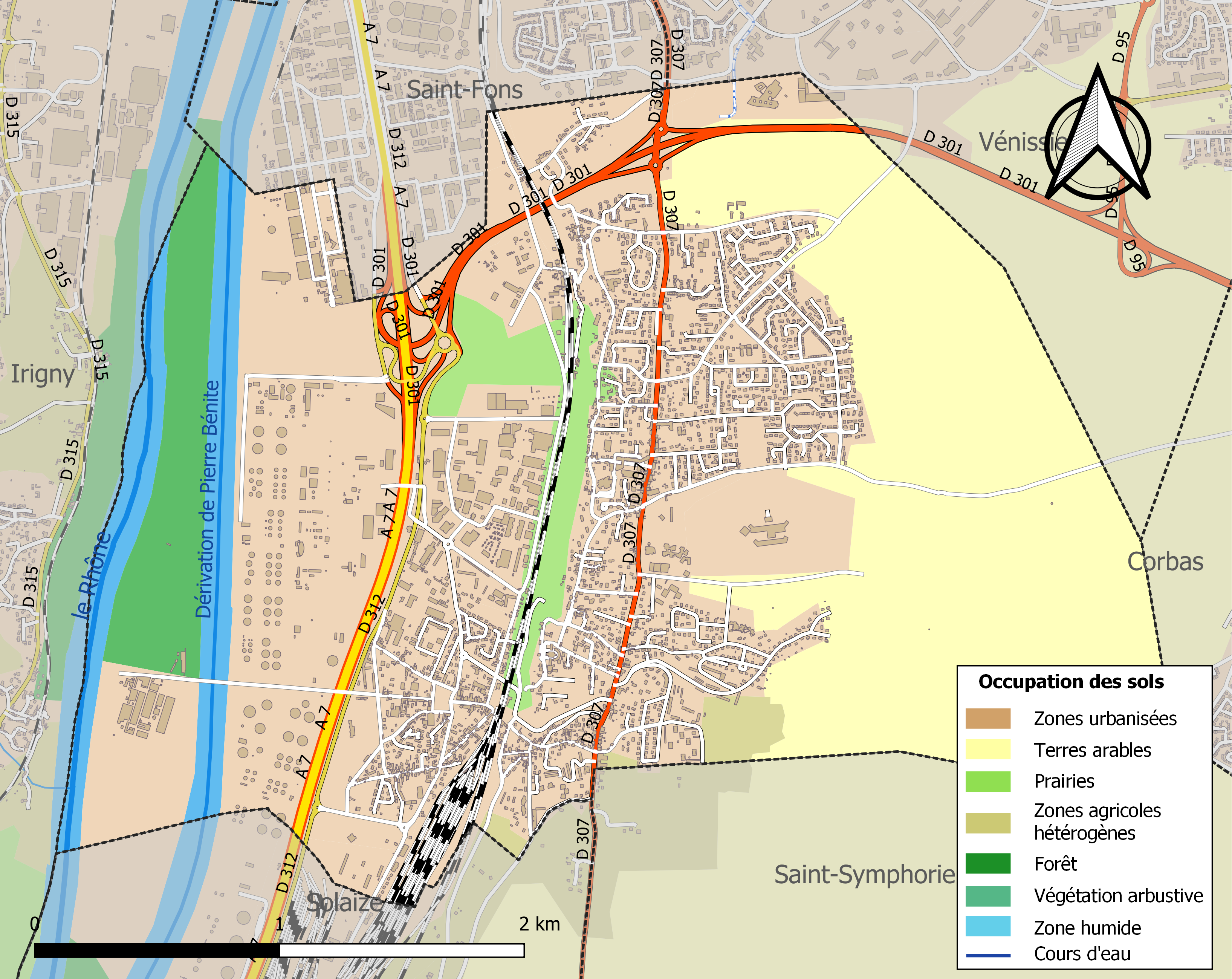
Kaart van de gemeente met de belangrijkste infrastructuur, bodemgebruik en omliggende gemeenten

## Demografie
Onderstaande figuur toont het verloop van het inwonertal (bron: INSEE-tellingen).